# Wielka Pustynia Piaszczysta (Stany Zjednoczone)
Wielka Pustynia Piaszczysta (ang. High Desert, hist. Great Sandy Desert) – półpustynny region geograficzny w Stanach Zjednoczonych, w południowo-wschodniej części stanu Oregon, na wschód od Gór Kaskadowych.
Granice regionu nie są ściśle zdefiniowane. Zajmuje on około 1/4 terytorium stanu, w tym większą część hrabstw Lake, Harney i Malheur oraz południową część hrabstw Deschutes i Crook. Większa część regionu jest obszarem bezodpływowym i znajduje się w obrębie Wielkiej Kotliny. Wysokość terenu wynosi od 1200 do 1800 m n.p.m. Występuje tu klimat suchy. Na niemal całym obszarze roczna wielkość opadów nie przekracza 40 cm, w niektórych miejscach dochodzi do 10 cm. Krajobraz zdominowany jest przez krzewinki z rodzaju bylic (ang. sagebrush).
Obszar zamieszkany był przez człowieka co najmniej od 12 000 roku p.n.e., o czym świadczą ślady odkryte w systemie jaskiniowym Paisley Caves. Wczesne plemiona indiańskie zamieszkujące ten obszar prowadziły polowania na ptactwo wodne, żyjące na występujących w niektórych miejscach bagnach, gdy tutejszy klimat cechował się większą wilgotnością, oraz owce kanadyjskie. W II tysiącleciu n.e., kilkaset lat przed przybyciem białych ludzi, osiedli tu Pajuci Północni, którzy utrzymywali się ze zbieractwa i polowań na zające. Wśród pierwszych osób pochodzenia europejskiego, którzy odwiedzili ten region byli Peter Skene Ogden (lata 20. XIX wieku) oraz John Charles Frémont (1843). W latach 60. XIX wieku armia amerykańska przeprowadziła pacyfikację zamieszkującej ten obszar ludności indiańskiej. Pierwsi biali osadnicy zaczęli przybywać tu z Kalifornii po 1870 roku, podejmując się hodowli bydła na rozległych ranczach.
Znaczna część regionu pozostaje do dziś własnością rządu federalnego, zarządzana przez agencje Bureau of Land Management, US Forest Service i US Fish and Wildlife Service. Obszar jest słabo zaludniony, z gęstością poniżej 0,5 os./km². Występują tu nieliczne miasta, każde o ludności nieprzekraczającej 3500 mieszkańców. Omijają go główne szlaki drogowe i kolejowe.